# Johnston Heights
Johnston Heights är en kulle i Antarktis. Den ligger i Östantarktis. Nya Zeeland gör anspråk på området. Toppen på Johnston Heights är 3 229 meter över havet.
Terrängen runt Johnston Heights är varierad. Trakten är obefolkad. Det finns inga samhällen i närheten.